# セントラル・コースト & ニューカッスル・ライン
セントラル・コースト & ニューカッスル・ライン（Central Coast & Newcastle Line）は、主にメイン・ノース線を通りセントラル駅からニューカッスル・インターチェンジ駅を結ぶ都市間列車（intercity Train）の系統である。

## 概要
州都シドニーから北方に進み、セントラルコーストを経て州第2位の都市ニューカッスルを結んでいる。日本における中距離電車にあたり、近郊列車（Sydney Trains）も走るセントラル - ベローラ間では速達列車としての役割も担っている。
セントラル - ホーンズビー間について、セントラル駅からメイン・サバーバン線を通り、ストラスフィールド駅からメイン・ノース線に入ってホーンズビー駅に至るルートと、セントラル駅からノース・ショア線を通って、ゴードン駅を経由しホーンズビー駅に至るルートの2種類がある。
セントラル方面を上り、ニューカッスル方面を下りとする。

### 路線データ
- 路線距離（営業キロ）
  - 165.6km(ストラスフィールド経由、セントラル - ニューカッスル・インターチェンジ間)[1]
  - 90.9km(ゴードン経由、セントラル - ワイオン間)[1]
- 駅数：36駅（起終点駅含む）
- 軌間：1,435mm（標準軌）
- 線路数
  - 複々線以上：セントラル - ストラスフィールド間(三複線)、ウェスト・ライド - エッピング間(複々線)
  - 複線：上記以外の全線
- 電化区間：全線(直流1,500V 架空電車線方式)
- 閉塞方式：自動閉塞式

## 歴史

### ニューカッスル線の部分廃止

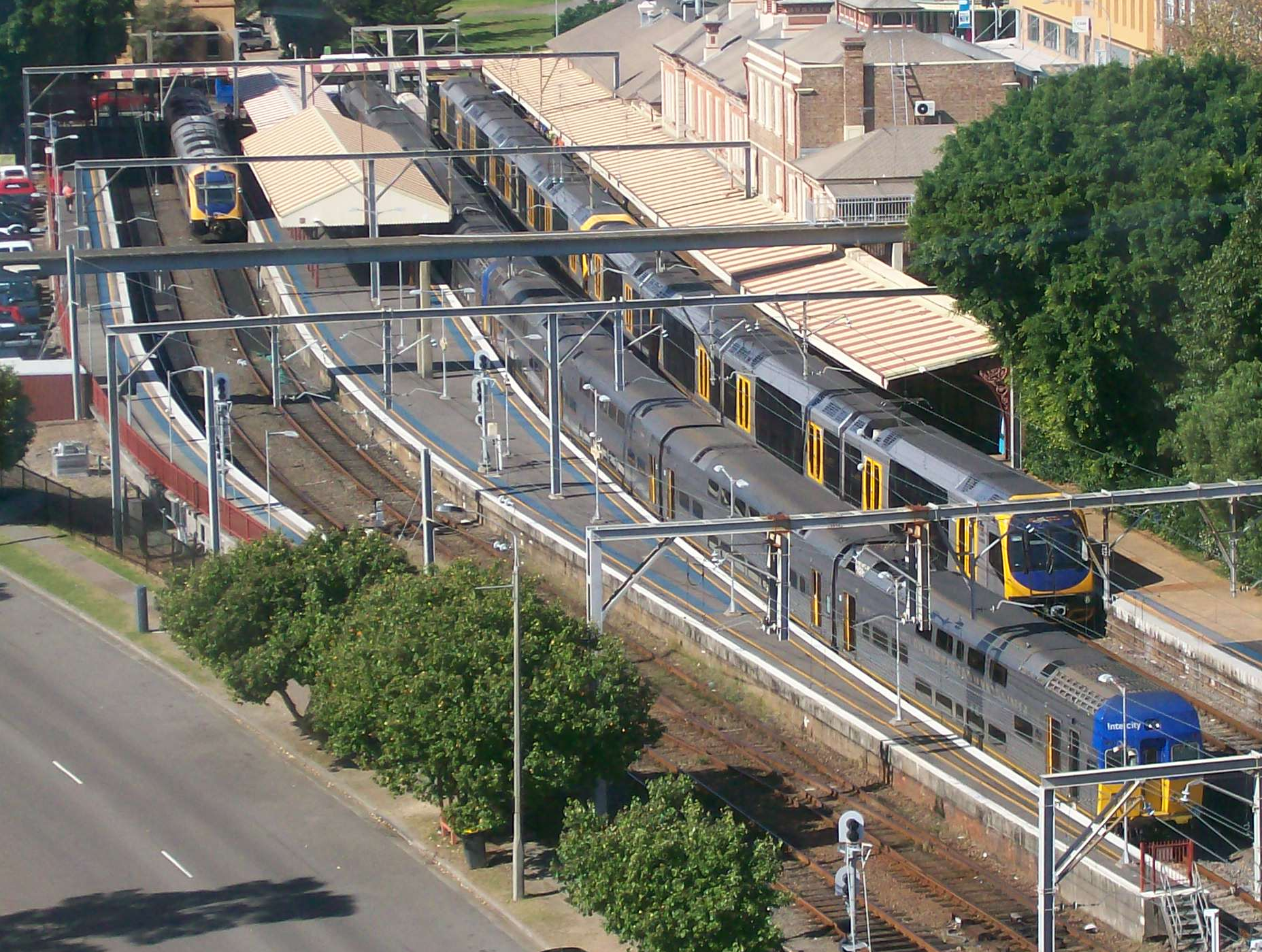
廃止前のニューカッスル駅(2012年12月)

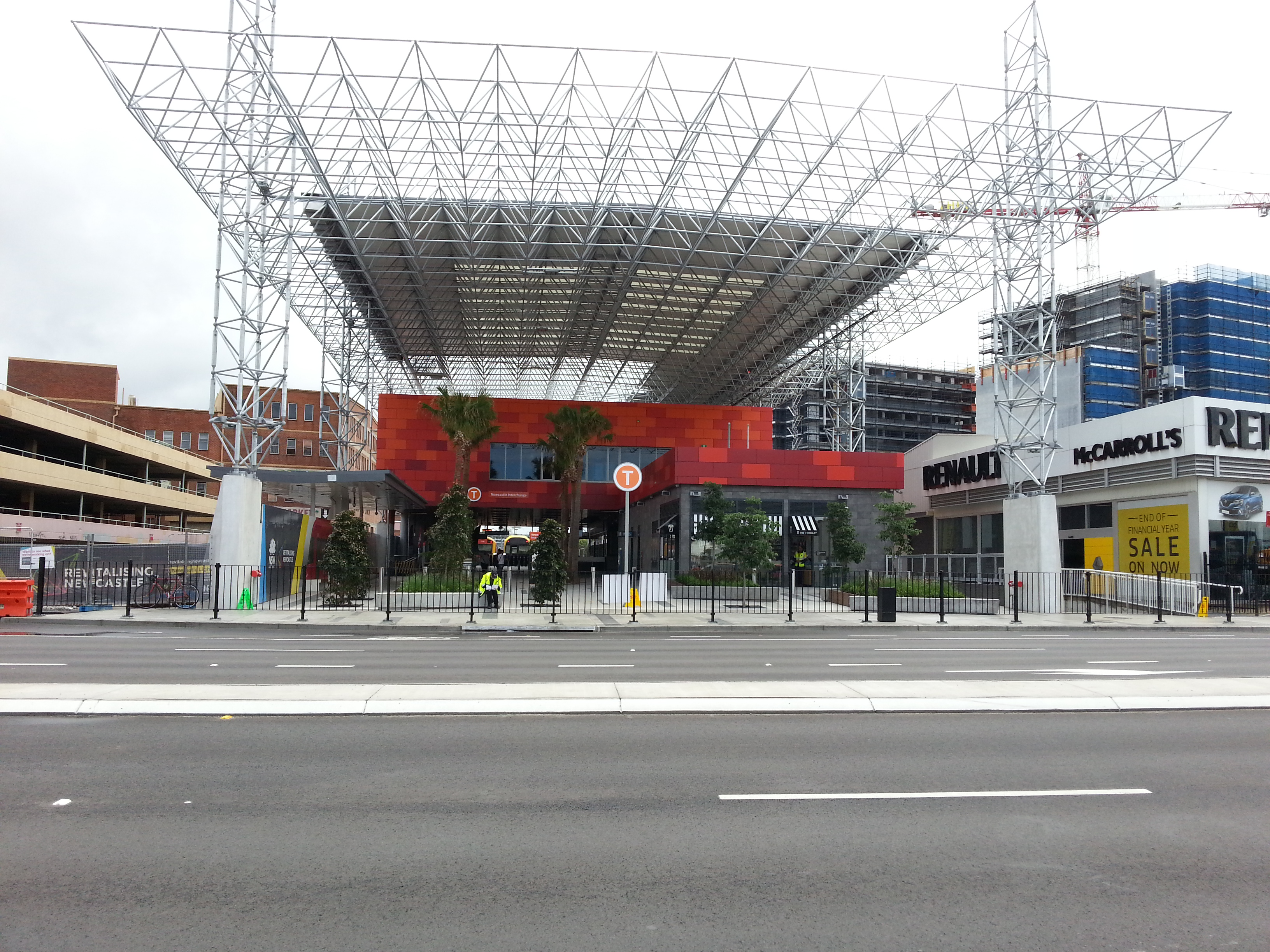
新設されたニューカッスル・インターチェンジ駅(2017年11月)

かつてニューカッスル線はニューカッスル駅まで線路が続いていたが、2014年12月25日をもってハミルトン - ニューカッスル間が廃止された。その後の2017年10月15日、ハミルトン駅と廃止された次駅のウィックハン駅の間にニューカッスル・インターチェンジ駅が新設され、新たなニューカッスル線の終着駅として乗り入れを開始した。なお、廃止されたニューカッスル駅までの間にはライトレールが建設され、2019年2月17日に開通した。

## 運行形態
様々な停車パターンが存在するが、主に速達タイプと停車タイプの2種類に大別される。2018年9月時点のダイヤでは、平日日中時間帯にそれぞれ毎時1本運行されており、セントラルを30分ごとに到着・出発するパターンダイヤになっている。

### 速達タイプ
停車駅は次の通りである。（日中時間帯の最速パターン）
セントラル駅、（レッドファーン駅）、ストラスフィールド駅、エッピング駅、ホーンズビー駅、ウォイ・ウォイ駅、ゴスフォード駅、タゲラ駅、ワイオン駅、（ワイイー駅）、モリセット駅、ファッシファーン駅、カーディフ駅、ブロードメド―駅、ハミルトン駅、ニューカッスル・インターチェンジ駅
全ての列車がストラスフィールドを経由し、セントラル - ニューカッスル・インターチェンジ間で運行される。
平日は、全区間で速達運転を行う列車が中心だが、ウォイ・ウォイ / ゴスフォード / タゲラ - ニューカッスル・インターチェンジを各駅に停車する列車も設定されている。
土休日は、全区間で速達運転を行う列車と、ワイオン - ニューカッスル・インターチェンジ間を各駅に停車する列車が交互に運行されており、合わせて毎時1本運行されている。
平日朝夕ピーク時間帯にレッドファーン駅に停車する。また土休日はワイイー駅に停車する。なお平日夕方のニューカッスル方面の1本のみ、エッピング駅を通過する列車が存在する。

### 停車タイプ
ストラスフィールド経由と、平日朝夕ピーク時間帯に運行されるゴードン経由の2種類がある。

#### ストラスフィールド経由
停車駅は次の通りである。
セントラル駅、（レッドファーン駅）、ストラスフィールド駅、エッピング駅、ホーンズビー駅、（アスキス駅）、（マウント・コラ駅）、（マウント・クリーン＝ガイ駅）、ベローラ駅からの先の各駅
平日は、主にセントラル - ニューカッスル・インターチェンジ間で運行される。この他にもセントラル - ワイオン間やゴスフォード - ニューカッスル・インターチェンジ間などの区間列車も設定されている。様々な停車パターンがあり、ベローラ駅から先においても一部区間のみ通過駅のある列車があり、通過区間も列車によって異なるため注意が必要である。
一部列車がアスキス駅に停車する。朝夕ピーク時間帯にレッドファーン駅に停車する列車のほか、早朝・深夜にホーンズビーから先で各駅に停車する列車が設定されている。
土休日は、主にセントラル - ワイオン間で運行されており、早朝・深夜を中心に全線通しの列車があるほか、区間運転も設定されている。

#### ゴードン経由
停車駅は次の通りである。
セントラル駅～チャッツウッド駅の各駅 - ゴードン駅 - ホーンズビー駅 - （アスキス駅）- ベローラ駅から先の各駅

平日朝のセントラル方面および夕方のニューカッスル方面のみ運行され、この時間帯の停車タイプの列車のほとんどがゴードン経由となる。セントラル - ゴスフォード / ワイオン間で運行される。一部列車はアスキス駅にも停車する。

## 車両
全区間において電化されているため、全て電車で運用される。
- Sydney Trains H sets (OSCARs)
- Sydney Trains V set

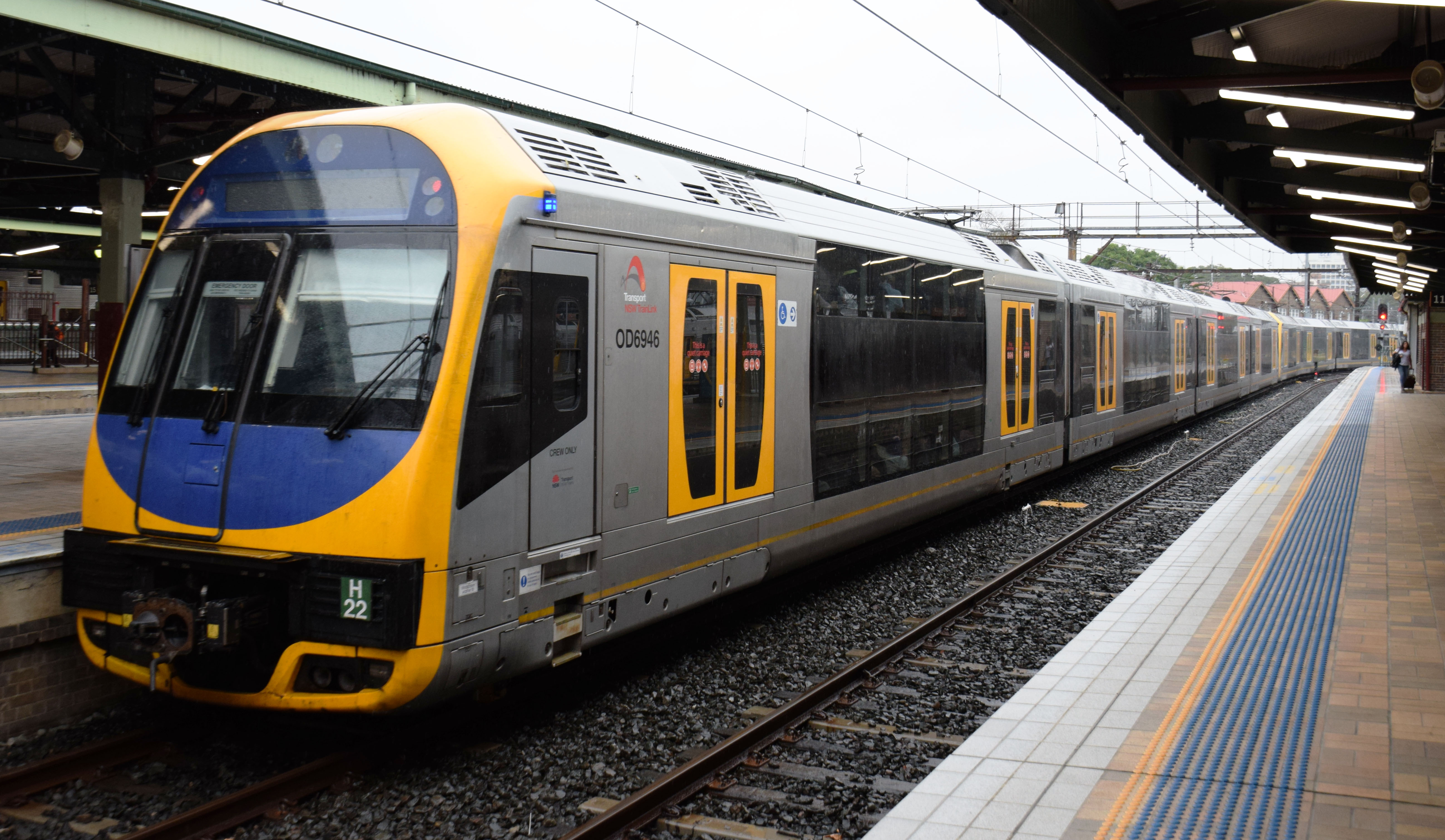
H set (OSCARs)
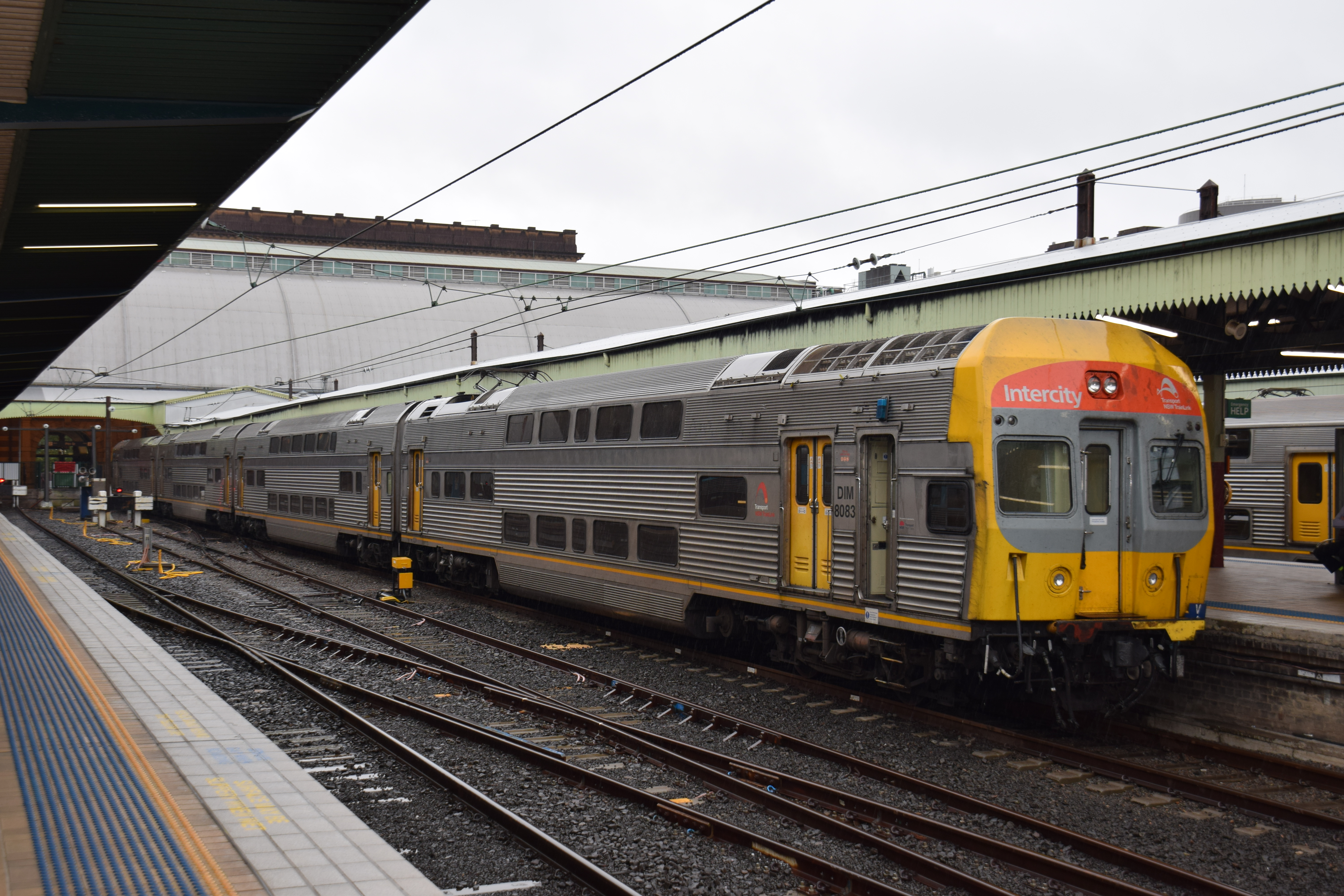
V set

## 駅一覧
- セントラル - ベローラ間、セントラル - ゴードン - ホーンズビー間では近郊電車(ノース・ショア, ノーザン & ウエスタン・ライン、T1)も運行。

### 凡例
●：停車、〇：一部列車が停車、◆：土休日のみ停車、※：乗降客がいる場合のみ停車
| 駅名                   | 駅名                                    | 駅間キロ | 累計キロ | 都市間列車  | 都市間列車  | 近郊列車 | 接続路線 | 正式路線名           | 線路数 |
| 英語                   | 日本語                                  | 駅間キロ | 累計キロ | 速達 タイプ | 停車 タイプ | 近郊列車 | 接続路線 | 正式路線名           | 線路数 |
| ---------------------- | --------------------------------------- | -------- | -------- | ----------- | ----------- | --- | --- | -------------------- | ------ |
| ゴードン経由           |                                         |          |          |             |             | | |                      |        |
| Central                | セントラル駅                            | ―        | 0.0      |             | ●           | ● | インナー・ウエスト & レッピントン・ライン バンクスタウン・ライン イースタン・サバーブ & イラワラ・ライン エアポート & サウス・ライン ■サウス・コースト・ライン ■ブルー・マウンテンズ・ライン | ノース・ショア線     | 複線   |
| Town Hall              | タウン・ホール駅                        | 1.2      | 1.2      | ●           | ●           | インナー・ウエスト & レッピントン・ライン バンクスタウン・ライン イースタン・サバーブ & イラワラ・ライン エアポート & サウス・ライン ■サウス・コースト・ライン | | ノース・ショア線     | 複線   |
| Wynyard                | ワインヤード駅                          | 0.9      | 2.1      | ●           | ●           | インナー・ウエスト & レッピントン・ライン バンクスタウン・ライン エアポート & サウス・ライン                                                                   | | ノース・ショア線     | 複線   |
| Milsons Point          | ミルソンズ・ポイント駅                  | 2.3      | 4.4      | ●           | ●           | | | ノース・ショア線     | 複線   |
| North Sydney           | ノース・シドニー駅                      | 0.7      | 5.1      | ●           | ●           | | | ノース・ショア線     | 複線   |
| Waverton               | ウェイヴァ―トン駅                       | 1.0      | 6.1      | ●           | ●           | | | ノース・ショア線     | 複線   |
| Wollstonecraft         | ウォルストンクラーフト駅                | 1.1      | 7.2      | ●           | ●           | | | ノース・ショア線     | 複線   |
| St Leonards            | セント・レナーズ駅                      | 1.2      | 8.4      | ●           | ●           | | | ノース・ショア線     | 複線   |
| Artarmon               | アーターモン駅                          | 1.9      | 10.3     | ●           | ●           | | | ノース・ショア線     | 複線   |
| Chatswood              | チャッツウッド駅                        | 1.4      | 11.7     | ●           | ●           | ノース・ショア, ノーザン & ウエスタン・ライン(ECRL)(エッピング方面)                                                                                            | | ノース・ショア線     | 複線   |
| (Roseville)            | （ローズビル駅）                        | －       | －       | ｜          | ●           | | | ノース・ショア線     | 複線   |
| (Lindfield)            | （リンドフィールド駅）                  | －       | －       | ｜          | ●           | | | ノース・ショア線     | 複線   |
| (Killara)              | （キラーラ駅）                          | －       | －       | ｜          | ●           | | | ノース・ショア線     | 複線   |
| Gordon                 | ゴードン駅                              | 5.4      | 17.1     | ●           | ●           | | | ノース・ショア線     | 複線   |
| (Pymble)               | （ピンブル駅）                          | －       | －       | ｜          | ●           | | | ノース・ショア線     | 複線   |
| (Turramurra)           | （タラーマラ駅）                        | －       | －       | ｜          | ●           | | | ノース・ショア線     | 複線   |
| (Warrawee)             | （ワラウィー駅）                        | －       | －       | ｜          | ●           | | | ノース・ショア線     | 複線   |
| (Wahroonga)            | （ワールンガ駅）                        | －       | －       | ｜          | ●           | | | ノース・ショア線     | 複線   |
| (Waitara)              | （ワイタラ駅）                          | －       | －       | ｜          | ●           | | | ノース・ショア線     | 複線   |
| Hornsby                | ホーンズビー駅                          | 8.1      | 25.2     | ●           | ●           | ノース・ショア, ノーザン & ウエスタン・ライン(エッピング、ベローラ方面)                                                                                        | | ノース・ショア線     | 複線   |
| ストラスフィールド経由 |                                         |          |          |             |             | | |                      |        |
| Central                | セントラル駅                            | ―        | 0.0      | ●           | ●           | ● | インナー・ウエスト & レッピントン・ライン バンクスタウン・ライン イースタン・サバーブ & イラワラ・ライン エアポート & サウス・ライン ■サウス・コースト・ライン ■ブルー・マウンテンズ・ライン | メイン・サバーバン線 | 三複線 |
| Redfern                | レッドファーン駅                        | 1.3      | 1.3      | ○           | ○           | ● | インナー・ウエスト & レッピントン・ライン バンクスタウン・ライン イースタン・サバーブ & イラワラ・ライン エアポート & サウス・ライン ■サウス・コースト・ライン ■ブルー・マウンテンズ・ライン | メイン・サバーバン線 | 三複線 |
| (Burwood)              | （バーウッド駅）                        | －       | －       | ｜          | ｜          | ● | インナー・ウエスト & レッピントン・ライン | メイン・サバーバン線 | 三複線 |
| Strathfield            | ストラスフィールド駅                    | 10.5     | 11.8     | ●           | ●           | ● | ノース・ショア, ノーザン & ウエスタン・ライン(リッチモンド、イミュー・プレインズ方面) インナー・ウエスト & レッピントン・ライン                                                              | メイン・サバーバン線 | 三複線 |
| Strathfield            | ストラスフィールド駅                    | 10.5     | 11.8     | ●           | ●           | ● | ノース・ショア, ノーザン & ウエスタン・ライン(リッチモンド、イミュー・プレインズ方面) インナー・ウエスト & レッピントン・ライン                                                              | メイン・ノース線     | 複線   |
| (North Strathfield)    | （ノース・ストラスフィールド駅）        | －       | －       | ｜          | ｜          | ● | | メイン・ノース線     | 複線   |
| (Concord West)         | （コンコード・ウェスト駅）              | －       | －       | ｜          | ｜          | ● | | メイン・ノース線     | 複線   |
| (Rhodes)               | （ローズ駅）                            | －       | －       | ｜          | ｜          | ● | | メイン・ノース線     | 複線   |
| (Meadowbank)           | （メド―バンク駅）                       | －       | －       | ｜          | ｜          | ● | | メイン・ノース線     | 複線   |
| (West Ryde)            | （ウェスト・ライド駅）                  | －       | －       | ｜          | ｜          | ● | | メイン・ノース線     | 複線   |
| (West Ryde)            | （ウェスト・ライド駅）                  | －       | －       | ｜          | ｜          | ● | 複々線 | メイン・ノース線     |        |
| (Denistone)            | （デニストーン駅）                      | －       | －       | ｜          | ｜          | ● | | メイン・ノース線     |        |
| (Eastwood)             | （イーストウッド駅）                    | －       | －       | ｜          | ｜          | ● | | メイン・ノース線     |        |
| Epping                 | エッピング駅                            | 11.5     | 23.3     | ●           | ●           | ● | ノース・ショア, ノーザン & ウエスタン・ライン(ECRL)(チャッツウッド方面) | メイン・ノース線     |        |
| Epping                 | エッピング駅                            | 11.5     | 23.3     | ●           | ●           | ● | ノース・ショア, ノーザン & ウエスタン・ライン(ECRL)(チャッツウッド方面) | メイン・ノース線     | 複線   |
| (Cheltenham)           | （チェルトナム駅）                      | －       | －       | ｜          | ｜          | ● | | メイン・ノース線     |        |
| (Beecroft)             | （ビークロフト駅）                      | －       | －       | ｜          | ｜          | ● | | メイン・ノース線     |        |
| (Pennant Hills)        | （ペナント・ヒルズ駅）                  | －       | －       | ｜          | ｜          | ● | | メイン・ノース線     |        |
| (Thornleigh)           | （ソーンリー駅）                        | －       | －       | ｜          | ｜          | ● | | メイン・ノース線     |        |
| (Normanhurst)          | （ノーマンハースト駅）                  | －       | －       | ｜          | ｜          | ● | | メイン・ノース線     |        |
| Hornsby                | ホーンズビー駅                          | 10.5     | 33.8     | ●           | ●           | ● | ノース・ショア, ノーザン & ウエスタン・ライン(ゴードン方面) | メイン・ノース線     |        |
| Asquith                | アスキス駅                              | 1.8      | 35.6     | ○           | ○           | ● | | メイン・ノース線     |        |
| Mount Colah            | マウント・コラ駅                        | 2.0      | 37.6     | ｜          | ○           | ● | | メイン・ノース線     |        |
| Mount Kuring-gai       | マウント・クリーン = ガイ駅             | 3.0      | 40.6     | ｜          | ○           | ● | | メイン・ノース線     |        |
| Berowra                | ベローラ駅                              | 4.0      | 44.6     | ｜          | ●           | ● | | メイン・ノース線     |        |
| Cowan                  | コワン駅                                | 4.2      | 48.8     | ｜          | ●           | | | メイン・ノース線     |        |
| Hawkesbury River       | ホークスバリー・リバー駅                | 8.6      | 57.4     | ｜          | ●           | | | メイン・ノース線     |        |
| Wondabyne              | ワンダビン駅                            | 7.7      | 65.1     | ｜          | ※           | | | メイン・ノース線     |        |
| Woy Woy                | ウォイ・ウォイ駅                        | 7.5      | 72.6     | ●           | ●           | | | メイン・ノース線     |        |
| Koolewong              | コールウォン駅                          | 2.2      | 74.8     | ｜          | ●           | | | メイン・ノース線     |        |
| Tascott                | タスコット駅                            | 2.1      | 76.9     | ｜          | ●           | | | メイン・ノース線     |        |
| Point Clare            | ポイント・クレア駅                      | 1.1      | 78.0     | ｜          | ●           | | | メイン・ノース線     |        |
| Gosford                | ゴスフォード駅                          | 2.9      | 80.9     | ●           | ●           | | | メイン・ノース線     |        |
| Narara                 | ナララ駅                                | 3.7      | 84.6     | ｜          | ●           | | | メイン・ノース線     |        |
| Niagara Park           | ナイアガラ・パーク駅                    | 1.5      | 86.1     | ｜          | ●           | | | メイン・ノース線     |        |
| Lisarow                | リサロー駅                              | 1.6      | 87.7     | ｜          | ●           | | | メイン・ノース線     |        |
| Ourimbah               | オウリンバ駅                            | 2.9      | 90.6     | ｜          | ●           | | | メイン・ノース線     |        |
| Tuggerah               | タゲラ駅                                | 7.9      | 98.5     | ●           | ●           | | | メイン・ノース線     |        |
| Wyong                  | ワイオン駅                              | 2.5      | 101.0    | ●           | ●           | | | メイン・ノース線     |        |
| Warnervale             | ワーナーベール駅                        | 4.9      | 105.9    | ｜          | ●           | | | メイン・ノース線     |        |
| Wyee                   | ワイイー駅                              | 8.9      | 114.8    | ◆           | ●           | | | メイン・ノース線     |        |
| Morisset               | モリセット駅                            | 8.5      | 123.3    | ●           | ●           | | | メイン・ノース線     |        |
| Dora Creek             | ドラ・クリーク駅                        | 3.9      | 127.2    | ｜          | ●           | | | メイン・ノース線     |        |
| Awaba                  | アワバ駅                                | 10.1     | 137.3    | ｜          | ●           | | | メイン・ノース線     |        |
| Fassifern              | ファッシファーン駅                      | 5.0      | 142.3    | ●           | ●           | | | メイン・ノース線     |        |
| Booragul               | ブラーガル駅                            | 4.0      | 146.3    | ｜          | ●           | | | メイン・ノース線     |        |
| Teralba                | テラルバ駅                              | 1.2      | 147.5    | ｜          | ●           | | | メイン・ノース線     |        |
| Cockle Creek           | コックル・クリーク駅                    | 3.1      | 150.6    | ｜          | ●           | | | メイン・ノース線     |        |
| Cardiff                | カーディフ駅 (ニューサウスウェールズ州) | 4.4      | 155.0    | ●           | ●           | | | メイン・ノース線     |        |
| Kotara                 | コタラ駅                                | 3.9      | 158.9    | ｜          | ●           | | | メイン・ノース線     |        |
| Adamstown              | アダムズタウン駅                        | 2.2      | 161.1    | ｜          | ●           | | | メイン・ノース線     |        |
| Broadmeadow            | ブロードメドー駅                        | 1.8      | 162.9    | ●           | ●           | | | メイン・ノース線     |        |
| Hamilton               | ハミルトン駅                            | 1.7      | 164.6    | ●           | ●           | ■ハンター・ライン | ニューカッスル線 |                      |        |
| Newcastle Interchange  | ニューカッスル・インターチェンジ駅      | 1.0      | 165.6    | ●           | ●           | ■ハンター・ライン | ニューカッスル線 |                      |        |